# Uebach (Wurm)
Der Uebach ist ein rechtes Nebengewässer der Wurm im Flusssystem Wurm-Rur-Maas in der Stadt Übach-Palenberg, im nordrhein-westfälischen Kreis Heinsberg, im Regierungsbezirk Köln.

## Geschichte
Der Uebach ist das namensgebende Gewässer der ehemaligen Gemeinde Übach und heute der erste Name der Stadt Übach-Palenberg. Neben der Hauptquelle wurde er noch durch einige Nebenquellen gespeist. Der Uebach trug auch einige andere Namen. So hieß er auch Herbach, Mühlenbach, Palenbach oder auch de Bäek. Erst der Steinkohlenbergbau sorgte dafür, dass der natürliche Uebach verschwand. Bergtechnische Verwerfungen der Grube Adolf sorgten dafür, dass die Quellen immer schwächer wurden und Anfang der 1930er Jahre endgültig versiegten. Die Grube Carolus-Magnus in Übach-Palenberg nutzte den Bach für Grubenabwässer.

## Beschreibung
Der ehemalige kleine Bach hatte seine Quellen zwischen Merkstein und Alsdorf in einer Höhe von etwa 150 m über NN. Vor allem im 20. Jh. war der Uebach ein wichtiges Gewässer für die Menschen in Übach. Im Mai 1982 wurde der Stadtteil Übach von einem Jahrhunderthochwasser heimgesucht. Das Wasser stieg auf dem Marktplatz auf über 1,40 m an und so entschloss man sich, umfangreiche Ausbauarbeiten vorzunehmen. Heute fristet er eher ein Dasein als Vorfluter bzw. stellt sein Flussbett für geklärte Abwässer zur Verfügung. In bebauten Gebieten ist der Uebach teilweise verrohrt. Der Bach mündet bei Marienberg auf der rechten Seite in einer Höhe von rund 81 m über NN in die Wurm. Die Pflege und Unterhaltung des Gewässers obliegt dem Wasserverband Eifel-Rur (WVER).

## Wassermühlen am Uebach
Im Mittelalter trieb der Uebach zwei Wassermühlen an, so steht es in einer Urkunde aus dem Jahre 1231. Es ist also nicht ausgeschlossen, dass neben der Mühle beim Rittergut Mühlenbach in ältester Zeit vorübergehend noch eine zweite Mühle beim Rittersitz Weyenberg in Betrieb war.

## Galerie

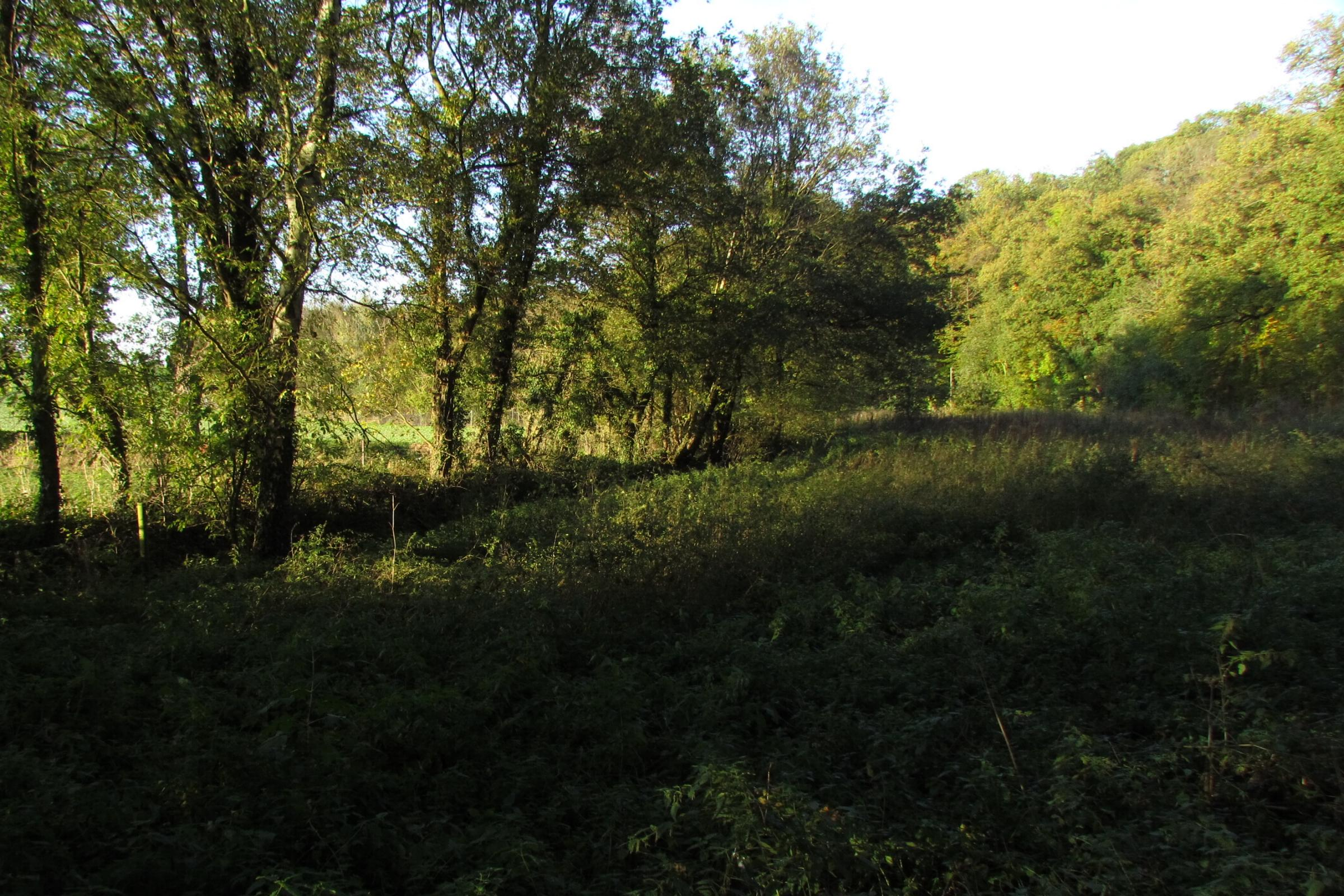
Das Uebachtal bei Plitschard
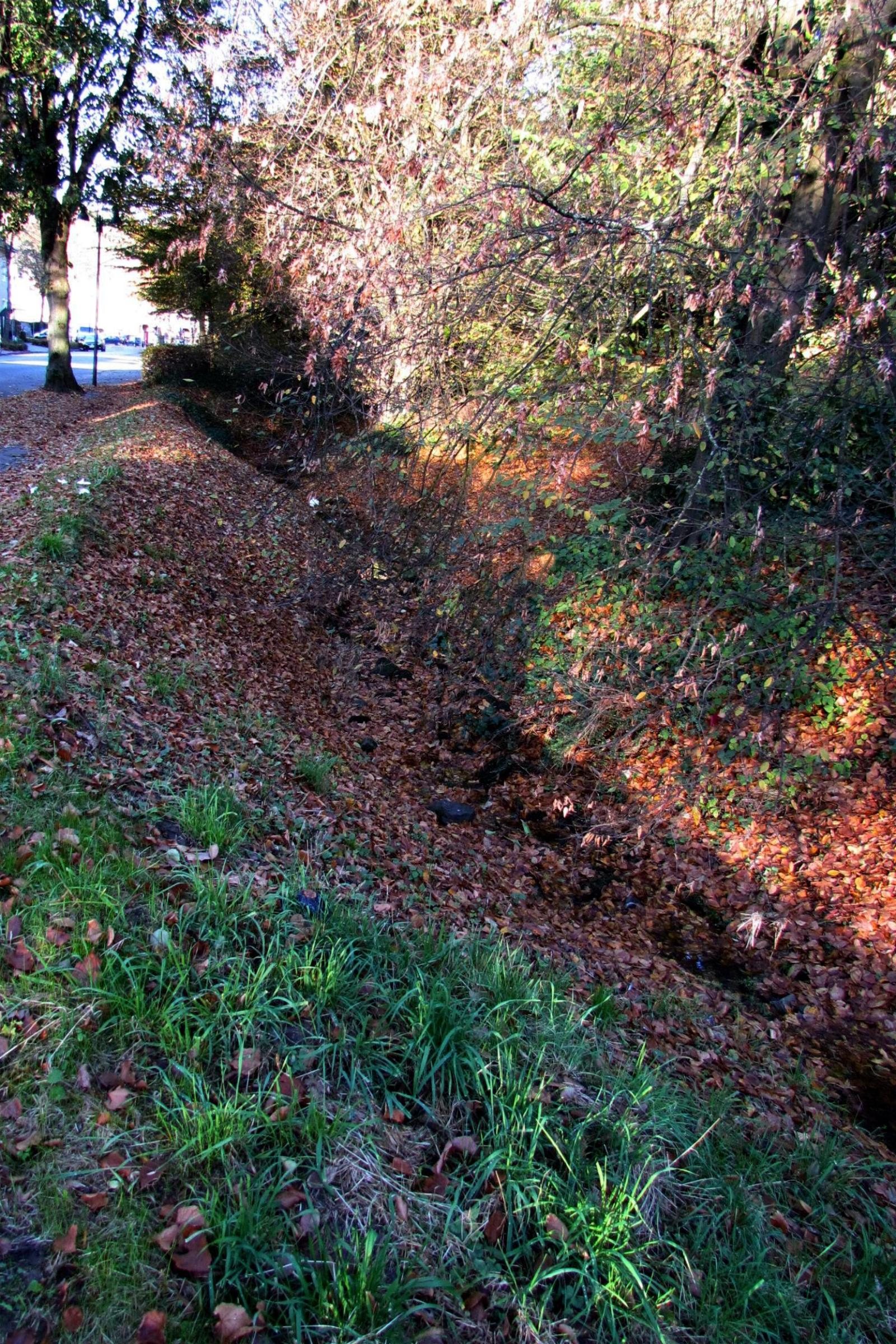
Der Bachverlauf im Stadtteil Übach
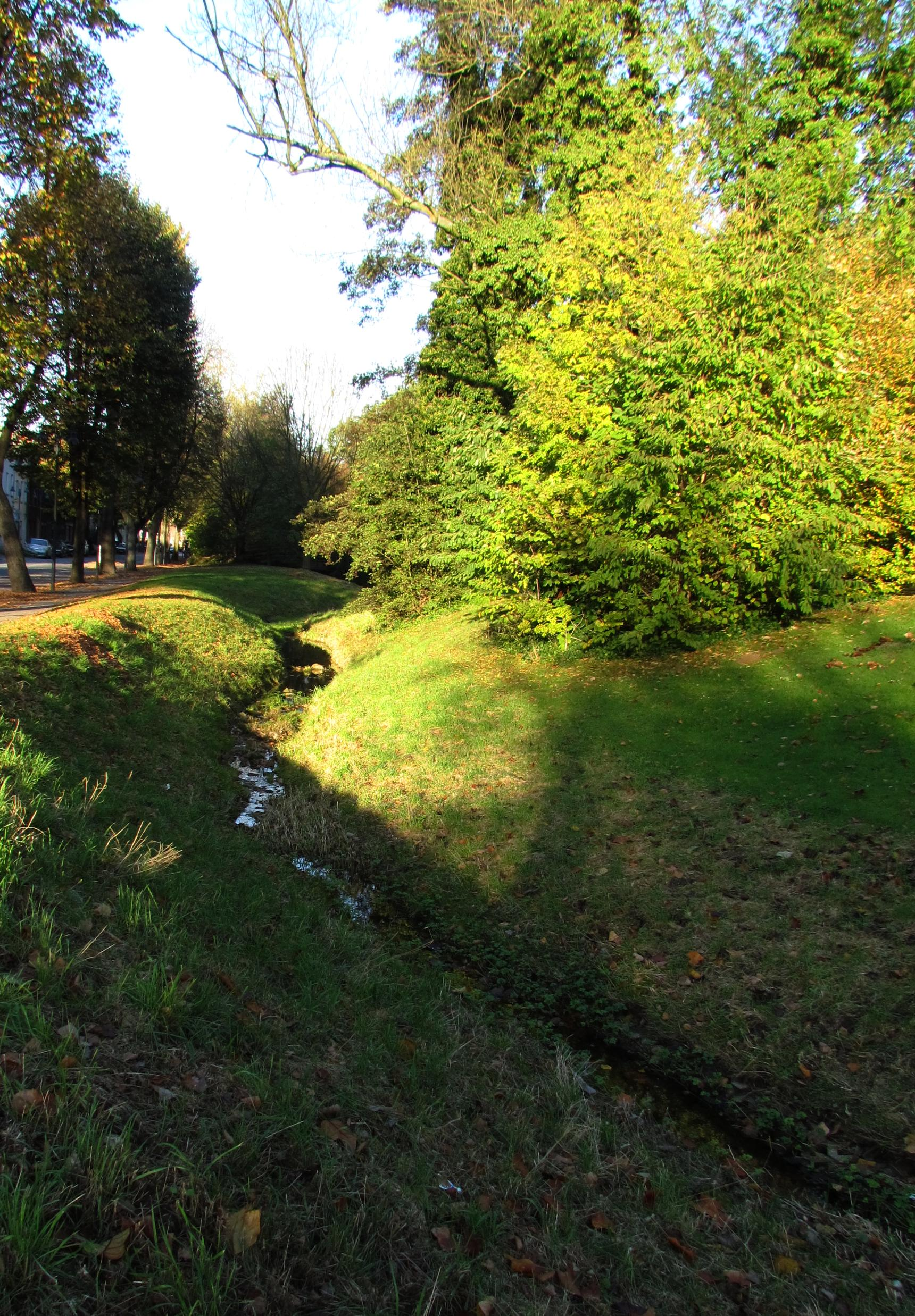
Der ausgebaute Uebach
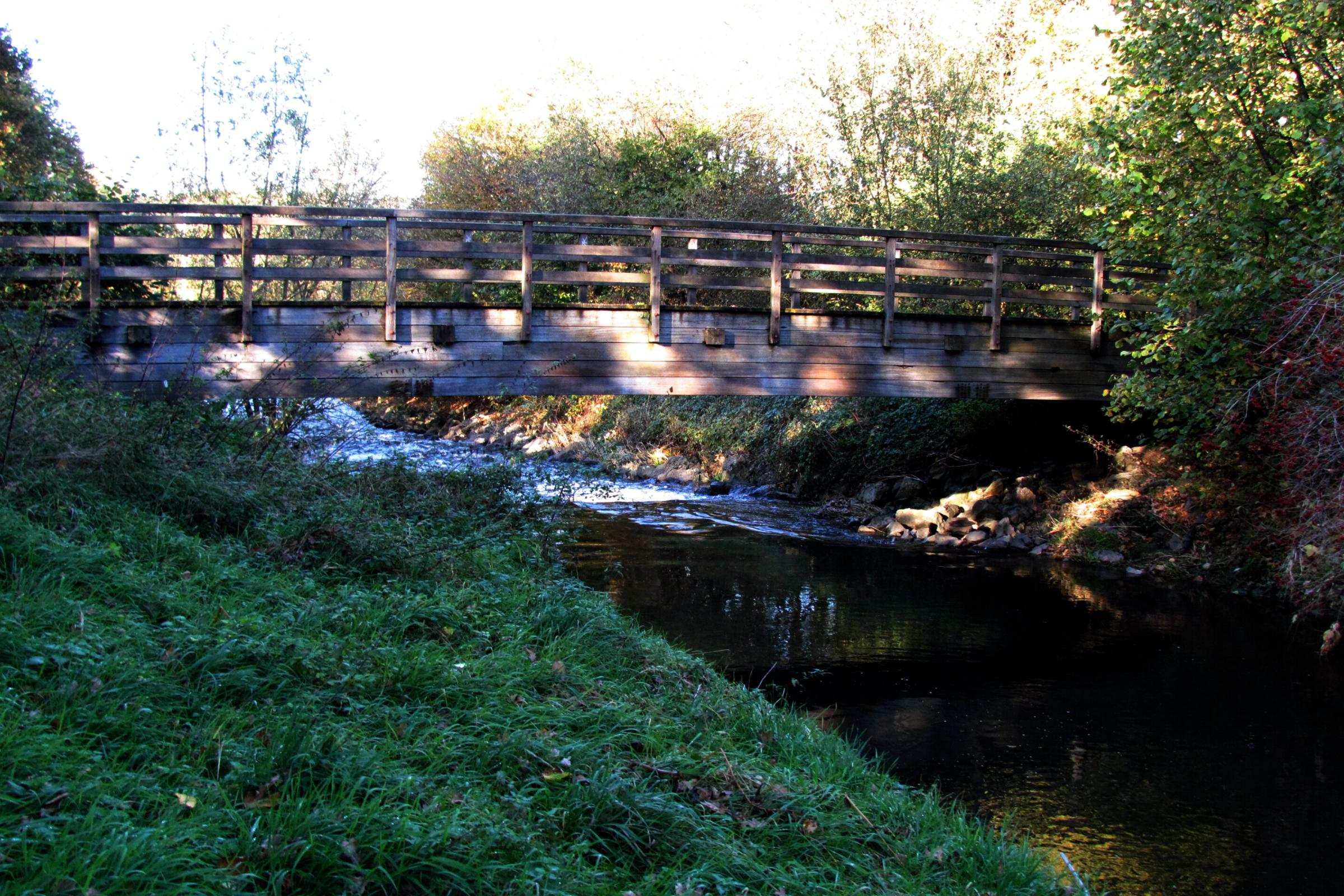
Wurmbrücke in der Nähe der Uebachmündung
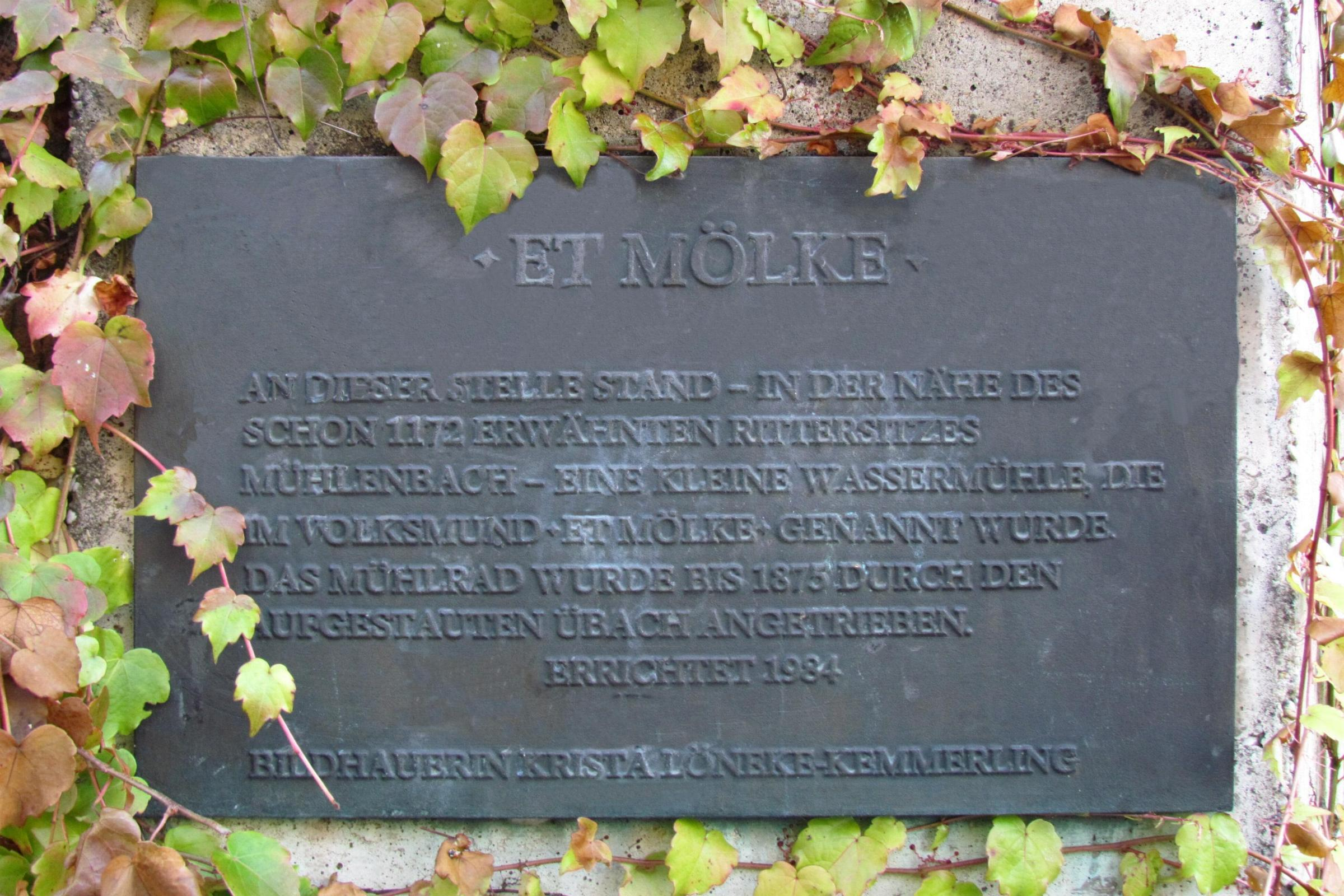
Infotafel zur Übacher Mühle
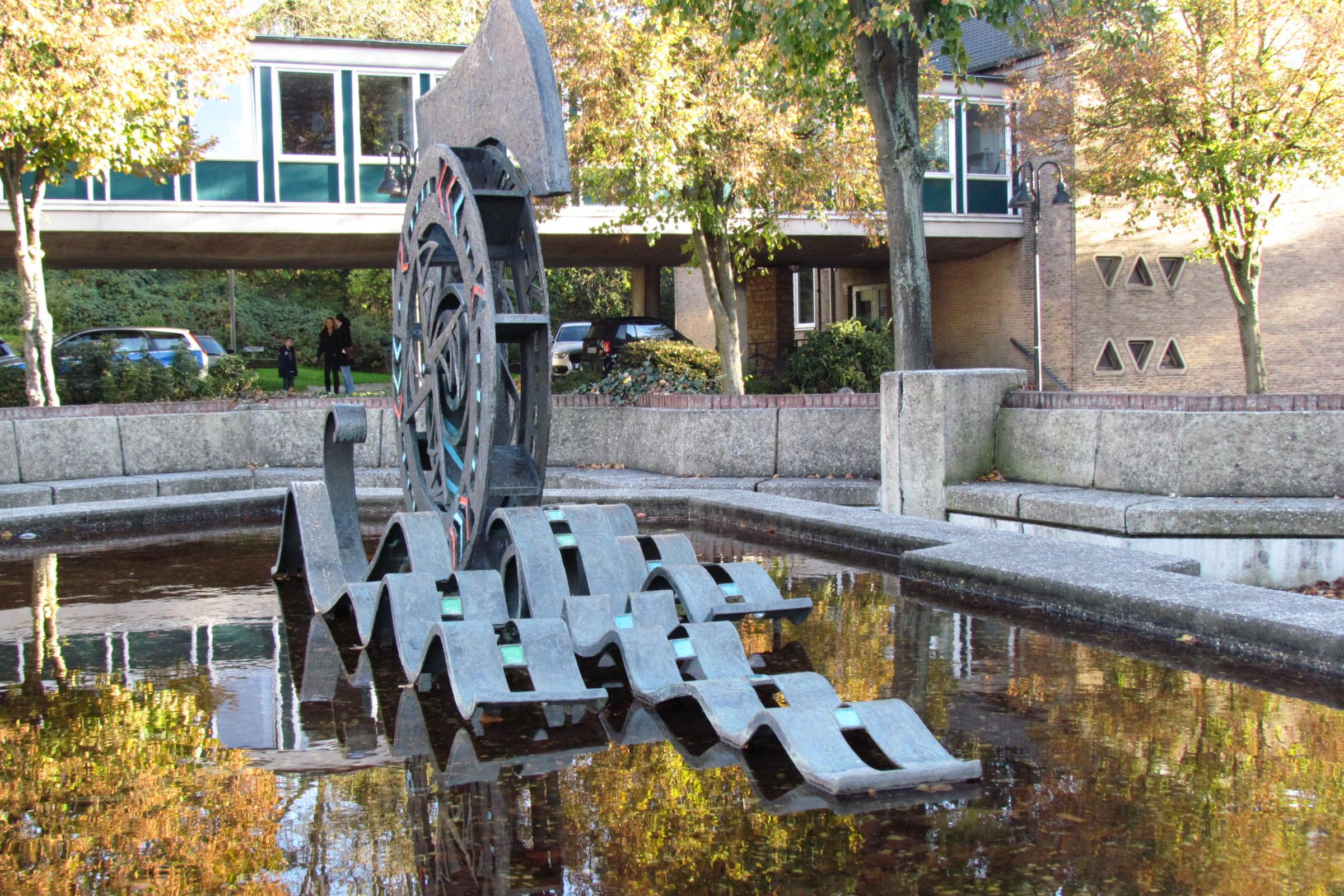
Erinnerung an die Übacher Mühle